# Führerprinzip

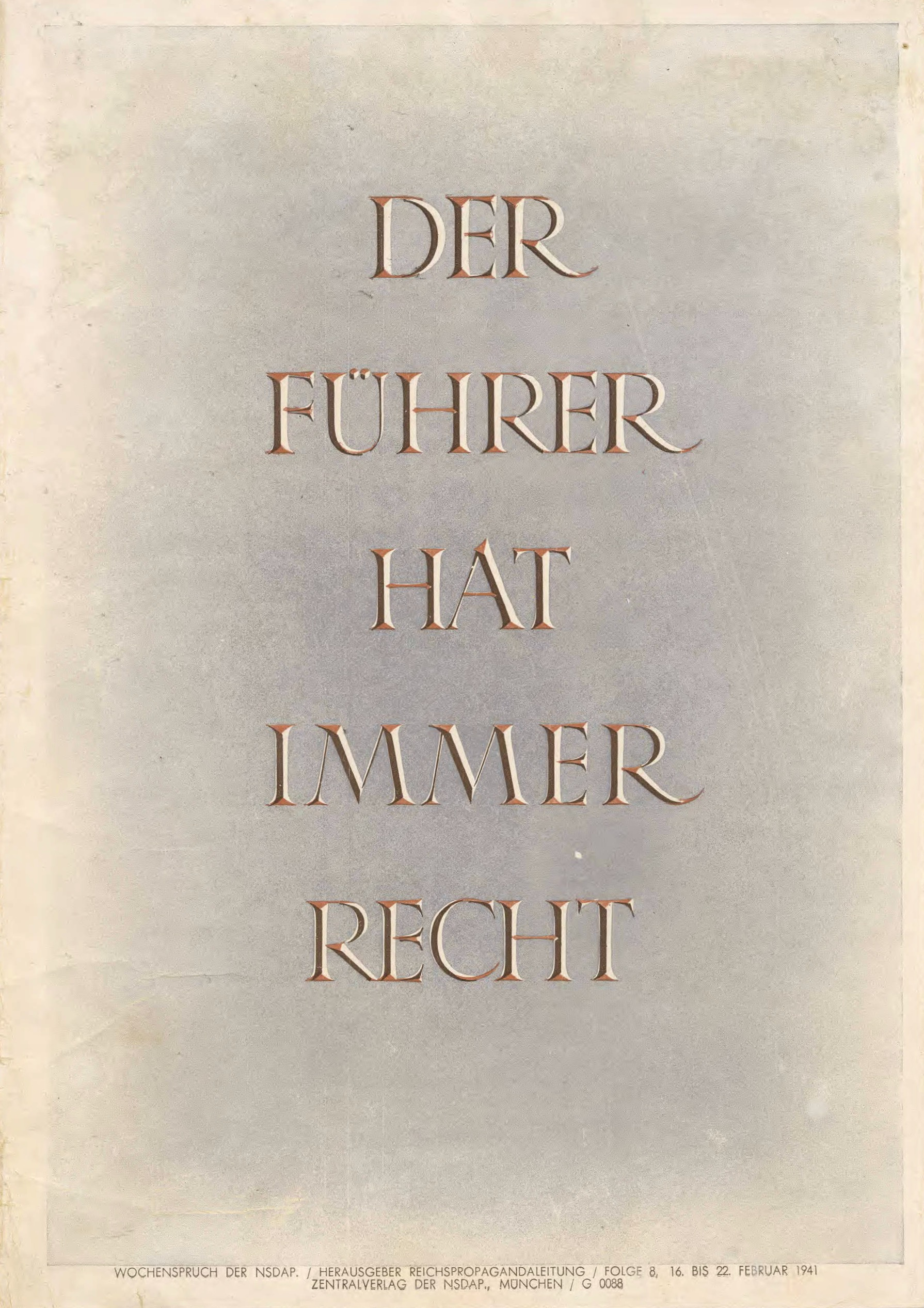
Wochenspruch der NSDAP 16 de febrero de 1941: «el jefe siempre tiene la razón».

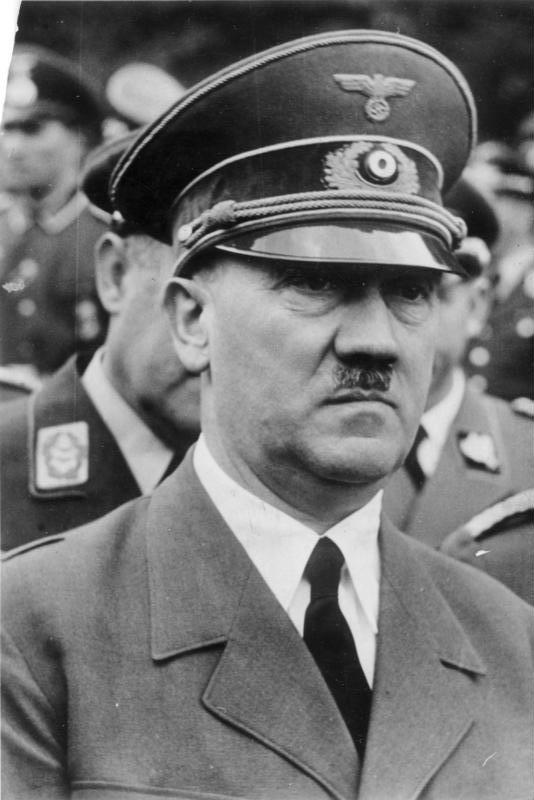
Adolf Hitler, Führer de Alemania desde 1934–1945.

El Führerprinzip (pronunciación en alemán: /ˈfyːʀɐpʀɪnˌt͡siːp/ⓘ) es un término alemán traducible como «principio de autoridad», «principio del jefe», «principio de supremacía del jefe», «caudillismo» u «obediencia absoluta». Se refiere a un sistema jerárquico de  un líder (similar al sistema militar) que tiene una absoluta responsabilidad en el área de su competencia requiriendo obediencia absoluta de sus subalternos. El Führerprinzip fue un concepto político y propagandístico del Nacionalsocialismo alemán.

## Puntos esenciales

### ElFührerprinzipcomo aspiración a una estructura política
El Führerprinzip fue expuesto por Adolf Hitler en el capítulo de Mein Kampf sobre «La personalidad y la concepción racista del Estado». Aquí Hitler critica ese principio, y lo compara con un cierto legalismo jurídico que, por su aferramiento a la letra de la ley, no permite ver lo que es bueno para el pueblo. Sería recomendable citar otra parte del libro Mein Kampf para establecer cómo decía Hitler que debía aplicarse este principio a su Estado ideal:

Todo intento de levantar la Nación será rechazado, en tanto implique la extinción de un régimen, incluso malo, en tanto que sea una infracción al "principio de autoridad". El "principio de autoridad" no es, además, un medio para lograr un fin, sino por el contrario, ante los ojos de estos fanáticos de la objetividad, representa el fin mismo, lo que es más que suficiente para explicar la triste existencia de ese principio. Así es que, por ejemplo, toda tentativa hacia una dictadura sería acogida con indignación, incluso si su propulsor fuese un Federico el Grande y si los representantes políticos de una mayoría parlamentaria momentánea no pasasen de ancianos incapaces o de individuos mediocres. La ley de la democracia parece más sagrada para uno de esos doctrinarios que el bien de la Nación. Protegerá, por tanto, la peor tiranía que aniquila a su pueblo, con tal de que "el principio de autoridad" esté incorporado a ella, al mismo tiempo que rechazará incluso el más benéfico de los gobiernos desde el momento en que no corresponde a su concepción de democracia.
—Adolf Hitler: Mi lucha

### Jerarquía
Estado y sociedad debían lógicamente estar cimentados jerárquicamente sobre la base de una selección de «los mejores». Cada funcionario era un «Führer» que en su zona, según el principio de orden y obediencia (de por sí militar), repartía órdenes; sus subalternos («Volksgenossen», paisanos) solo podían aconsejarlo, a lo sumo. Cada Führer era designado por el Führer del siguiente rango. Según Hitler, como Führer superior de todos y conductor del Estado solo él podía ser tenido en cuenta.

### Volksgemeinschaft
La base social del Führerprinzip político-militar encontró su base en la idea de la Volksgemeinschaft (comunidad del pueblo). 

## Aplicación a los negocios
Consiste en conceder mayor responsabilidad y autoridad por parte del consejo empresarial o empresario individual hacia sus  respectivos departamentos véase financiero, laboral o logístico. Mediante este principio se pretende evitar conflictos de índole comunicativa, organizativa, social, etc., dado que cada trabajador tiene un responsable a quien dirigirse. Este responsable debe velar por el cumplimiento de la tarea, ya que él pone en riesgo su puesto. Así se pretende inducir consciencia a los trabajadores del valor de su actividad y su importancia en el conjunto empresarial creando una comunidad. Comparte fundamentos con el corporativismo.